# Stalinistični nazorni proces Krakovski Kuriji
Sojenje krakovski kuriji leta 1953 je bilo javno sojenje štirim rimskokatoliškim duhovnikom in trem verskim pripadnikom krakovske kurije, ki so jih komunistične oblasti v Ljudski republiki Poljski lažno obtožile subverzije in vohunjenja za ZDA.    
Inscenirano sojenje, ki je temeljilo na sovjetskih moskovskih procesih, je potekalo pred okrožnim vojaškim sodiščem v Krakovu od 21. do 26. januarja 1953 v dvorani za javne prireditve tovarne Szadkowski.
Sodišče, ki ga je vodil sodnik Mieczysław Widaj, je 27. januarja 1953 končalo sojenje in na smrt obsodilo Józefa Lelita, Michała Kowalika in Edwarda Chachlico. Duhovnikom so bile odvzete vse državljanske in ustavne pravice, a smrtne kazni niso bile nikoli izvršene. 
Preostali obtoženci so bili obsojeni na kazni od šest let zapora do dosmrtne kazni (Franciszek Szymonek). Sodbe so bile politično potrjene z resolucijo Zveze poljskih pisateljev v Krakovu 8. februarja 1953, ki so jo podpisali številni vidni člani partije.

## Zgodovinski pregled

### Stalinistična represija nad katolištvom
Za »boj proti veri«, v kateri je bilo v enem samem letu 1950 v ječo zaprtih skupaj 123 rimskokatoliških duhovnikov, je bilo odgovorno Ministrstvo za javno varnost Poljske in njegov 5. oddelek, ustanovljen julija 1946. Od poznih štiridesetih let dvajsetega stoletja ga je vodila zasliševalka Julia Brystiger, ki je osebno vodila operacijo aretacije in pridržanja poljskega kardinala Stefana Wyszyńskega.
Oddelek je bil specializiran za preganjanje in mučenje poljskih verskih osebnosti. Brystygierjeva, rojena v judovski družini v Stryju (danes Ukrajina), se je posvetila ideološkemu boju proti vsem oblikam vere. Brystygierjeva, ki so jo žrtve zaradi njenih krutih tehnik mučenja poimenovale Krvava Luna, je bila tudi odgovorna za aretacijo 2000 Jehovovih prič zaradi njihovih verskih prepričanj.
Sojenje je bilo ključni element v kasnejšem delu represije proti Cerkvi. Najprej je komunistična oblast 9. februarja 1953 izdala Odlok o imenovanju duhovščine na cerkvene položaje, s katerim je prevzela popoln nadzor nad načinom zasedenosti položajev v Cerkvi. Mesec dni pozneje, 8. marca, so oblasti ukinile katoliško revijo, ki jo je izdajal Tygodnik Powszechny, v maščevanju, ker domnevno ni hotel izročiti hvalnice v spomin na smrt sovjetskega diktatorja Josifa Stalina, ki je umrl 5. marca. Revijo je do oktobra 1956 prevzela provladna sekularna skupina, PAX Association. 
14. septembra je komunistični aparat sprožil sojenje škofu Czesławu Kaczmarku, skupaj z vrsto stranskih sojenj različnim "obveščevalcem", ki so bili v povprečju obsojeni na 12–15 let. Kaczmarek, ki so ga v priporu mučili, preden je bil prisiljen podpisati priznanje in priznati krivdo, je bil 22. septembra obsojen na 12 let zapora. 25. septembra je bil aretiran tudi kardinal Stefan Wyszyński.
Tri dni pozneje, 28. septembra, je katoliška škofovska konferenca uradno obsodila sabotažo proti državi. Vzporedno je Urad Sveta ministrov (Urząd Rady Ministrów) 17. decembra organiziral lastno slovesnost, na kateri je sprejel škofe, ki jih je odobrila vlada, upravitelje škofij (kapitularni vikarji) in sufragane.

### Obsodbe
Proti ljudem, povezanim s političnim svetom v Zahodni Evropi, ki so ga sestavljali člani Nacionalne stranke, dejavne med drugo svetovno vojno, se je sprožil val propagandnih odcepljenih procesov. Vsi ujetniki so bili obtoženi vohunjenja in obsojeni na dolgotrajne zaporne kazni. Fr. Józefa Fudalija, ki si je dopisoval z nekdanjim partizanom NOW Janom Szponderjem, je sodišče 13. maja 1953 obsodilo na 13 let zapora.
Umrl je dve leti kasneje v nepojasnjenih okoliščinah med pridržanjem, verjetno 30. januarja 1955. Helena Budziaszek je prejela 15 let zapora; Adam Kowalik je bil obsojen na 10 let, njegova žena Stanisława (sestra Jana Szponderja) pa 5 let; Irena Haber je dobila 12 let. Piotr Kamieniarz je dobil 15 let, njegova sinova Andrzej in Józef pa 12 let. Władysław Meus je dobil 12 let; Mieczysław Steczko je dobil 15 let; in Tadeusz Mirota 12 let.
Vsa sojenja so bila deležna velikih odmevnih kritik, z dnevnimi radijskimi oddajami in članki uglednih pisateljev v nacionalnih časopisih, kot je bil Mrożekov celostranski napad v podporo sodbe.